# Sionstoner (1889)
Sionstoner var en sångbok från 1889, som användes och utgavs av Evangeliska Fosterlandsstiftelsen och innehöll 550 sånger. Den byggde till stor del på den av Bernhard Wadström utgivna sångboken Pilgrimsharpan, och innebar att Lina Sandell blev den mest representerade sångtextförfattaren. År 1906 kom ett tillägg på 250 sånger och 29 år senare följde en helt ny, omarbetad upplaga av sångboken.
Psalmboken innehåller i en version tryckt 1902 en uppdelning där nr 1-432 omnämns som sånger och nr 433-550 är ett urval av psalmer med spridda verser från den svenska psalmboken (1819 års psalmbok). Titelraderna sammanfaller därmed inte alltid med den svenska psalmboken, men varje psalm har hänvisningsnummer till den svenska psalmboken.

## VIII Psalmer
| - 433 (1819 nr 1 vers 7) - 434 (1819 nr 3 vers 5-7) - 435 (1819 nr 21 vers 1-4) - 436 (1819 nr 22 vers 1) - 437 (1819 nr 24 vers 1-5) - 438 (1819 nr 33 vers 1-3) - 439 (1819 nr 35 vers 1-5) - 440 (1819 nr 45 vers 8) - 441 (1819 nr 46 vers 1, 4-8) - 442 (1819 nr 49 vers 1-5) - 443 (1819 nr 50 vers 1-4) - 444 (1819 nr 51 vers 1-7) - 445 (1819 nr 52 vers 1-2, 5) - 446 (1819 nr 55 vers 1-4) - 447 (1819 nr 56 vers 1-8) - 448 (1819 nr 63 vers 8-15) - 449 (1819 nr 66 vers 1-4) - 450 (1819 nr 67 vers 1-7) - 451 (1819 nr 69 vers 1-3) - 452 (1819 nr 75 vers 1, 4-5, 16-18, 20) - 453 (1819 nr 76 vers 1-8) - 454 (1819 nr 77 vers 1-6) - 455 (1819 nr 86 vers 1-5) - 456 (1819 nr 89 vers 1-4) - 457 (1819 nr 93 vers 1-4) - 458 (1819 nr 94 vers 1) - 459 (1819 nr 96 vers 1-4) - 460 (1819 nr 99 vers 5-8) - 461 (1819 nr 102 vers 1, 4-5) - 462 (1819 nr 104 vers 1-7) - 463 (1819 nr 106 vers 1-4) - 464 (1819 nr 107 vers 1-5) - 465 (1819 nr 110 vers 1, 7-10) - 466 (1819 nr 112 vers 1-2, 8-9) - 467 (1819 nr 113 vers 1-6) - 468 (1819 nr 118 vers 1-3) - 469 (1819 nr 119 vers 1-5) | - 470 (1819 nr 120 vers 8-9) - 471 (1819 nr 123 vers 6-7) - 472 (1819 nr 124 vers 1-4) - 473 (1819 nr 129 vers 1-4) - 474 (1819 nr 130 vers 8) - 475 (1819 nr 134 vers 1-3) - 476 (1819 nr 138 vers 1-9) - 477 (1819 nr 139 vers 1-4) - 478 (1819 nr 141 vers 9-14) - 479 (1819 nr 144 vers 1-10) - 480 (1819 nr 147 vers 1-5) - 481 (1819 nr 160 vers 1-3) - 482 (1819 nr 164 vers 1-5) - 483 (1819 nr 167 vers 6-7, 9) - 484 (1819 nr 168 vers 4-5) - 485 (1819 nr 170 vers 1-5) - 486 (1819 nr 176 vers 1-10) - 487 (1819 nr 182 vers 1-5) - 488 (1819 nr 184 vers 5-6) - 489 (1819 nr 187 vers 1-10) - 490 (1819 nr 191 vers 8-10) - 491 (1819 nr 192 vers 1-4) - 492 (1819 nr 204 vers 1-5) - 493 (1819 nr 205 vers 7-9) - 494 (1819 nr 208 vers 1-5) - 495 (1819 nr 210 vers 1-11) - 496 (1819 nr 213 vers 1-3) - 497 (1819 nr 214 vers 1-7) - 498 (1819 nr 215 vers 1-4) - 499 (1819 nr 216 vers 1-8) - 500 (1819 nr 221 vers 1-3) - 501 (1819 nr 226 vers 1-7) - 502 (1819 nr 227 vers 6) - 503 (1819 nr 230 vers 6-8) - 504 (1819 nr 231 vers 1-2, 7-9) - 505 (1819 nr 239 vers 1-7) - 506 (1819 nr 241 vers 4-6) - 507 (1819 nr 250 vers 1-4) - 508 (1819 nr 253 vers 1-4) - 509 (1819 nr 257 vers 10-11) | - 510 (1819 nr 260 vers 1-4) - 511 (1819 nr 261 vers 1-4) - 512 (1819 nr 264 vers 1-3) - 513 (1819 nr 268 vers 1-3) - 514 (1819 nr 271 vers 1-4) - 515 (1819 nr 272 vers 1-3) - 516 (1819 nr 276 vers 6) - 517 (1819 nr 285 vers 1-6) - 518 (1819 nr 294 vers 3, 6-7) - 519 (1819 nr 298 vers 1-8) - 520 (1819 nr 315 vers 4-5) - 521 (1819 nr 324 vers 4-5) - 522 (1819 nr 325 vers 1-11) - 523 (1819 nr 327 vers 3) - 524 (1819 nr 328 vers 1-3) - 525 (1819 nr 330 vers 1-4) - 526 (1819 nr 361 vers 3-4) - 527 (1819 nr 369 vers 3-5) - 528 (1819 nr 378 vers 1-3) - 529 (1819 nr 383 vers 6) - 530 (1819 nr 384 vers 1-2, 11) - 531 (1819 nr 387 vers 6-8) - 532 (1819 nr 394 vers 1-6) - 533 (1819 nr 410 vers 7-8) - 534 (1819 nr 413 vers 1-7) - 535 (1819 nr 420 vers 1-4) - 536 (1819 nr 424 vers 6-9) - 537 (1819 nr 426 vers 3-5) - 538 (1819 nr 431 vers 1, 3-7, 9-10) - 539 (1819 nr 434 vers 1-4) - 540 (1819 nr 439 vers 1) - 541 (1819 nr 442 vers 8-9) - 542 (1819 nr 452 vers 1-2) - 543 (1819 nr 469 vers 5-7) - 544 (1819 nr 471 vers 8) - 545 (1819 nr 480 vers 1-3) - 546 (1819 nr 486 vers 1-7) - 547 (1819 nr 487 vers 1-7) - 548 (1819 nr 496 vers 8) - 549 (1819 nr 498 vers 1-7) - 550 (1819 nr 500 vers 5-7) |

### Fotnoter
1. ↑  ”Sionstoner” (på engelska). Worldcat. 14 mars 1889. https://www.worldcat.org/title/sionstoner-sangbok-for-den-kristliga-andakten/oclc/936524611&referer=brief_results. Läst 15 oktober 2017.